# Iridagonum
Iridagonum is een geslacht van kevers uit de familie van de loopkevers (Carabidae). De wetenschappelijke naam van het geslacht is voor het eerst geldig gepubliceerd in 1952 door Darlington.

## Soorten
Het geslacht Iridagonum omvat de volgende soorten:
- Iridagonum caudostriatum Louwerens, 1969
- Iridagonum fessum Darlington, 1971
- Iridagonum laeve Louwerens, 1969
- Iridagonum quadripunctellum Darlington, 1952
- Iridagonum quadripunctum Darlington, 1952
- Iridagonum septimum Darlington, 1971
- Iridagonum sexpunctum Darlington, 1952
- Iridagonum subfusum Darlington, 1952
- Iridagonum vigil Darlington, 1971